# Change Your Life (canção de Iggy Azalea)
"Change Your Life" é uma canção da rapper australiana Iggy Azalea, com a parceria do rapper americano T.I.. A canção, servida como o terceiro single de seu álbum de estúdio de estreia The New Classic (2014), foi lançada nos Estados Unidos em 12 de setembro de 2013 através da Island Def Jam, como um EP auto-intitulado disponível em pré-venda, sendo disponibilizada em todo o mundo em outubro de 2013 através da Virgin EMI Records e Universal Records. "Change Your Life" serve como o segundo single do álbum na América do Norte. Uma versão alternativa sem os vocais de T.I. e incluindo um novo verso cantado por Azalea também foi lançado na Europa em 15 de outubro de 2013.

## Antecedentes
Em janeiro e fevereiro de 2013, enquanto trabalhava em seus próximos singles e álbum de estréia The New Classic, Iggy Azalea foi o ato de abertura da Radioactive Tour de Rita Ora, no Reino Unido. Como parte de seu setlist para a turnê de Ora, Azalea estreou "Work", o primeiro single de seu primeiro álbum de estúdio. O single estreou em seguida oficialmente na BBC Radio 1Xtra em 11 de fevereiro de 2013. Em 13 de fevereiro de 2013, foi anunciado que Azalea assinou um contrato com a gravadora Mercury Records.
Em 23 de abril de 2013, Azalea anunciou que tinha assinado um contrato solo com a Island Def Jam. O terceiro single do The New Classic, intitulado "Change Your Life", foi lançado por MistaJam na BBC Radio 1Xtra, em 19 de agosto de 2013. Em 3 de outubro de 2013, Azalea fez a primeira apresentação da música no programa 106 & Park, no canal norte-americano BET, onde foi entrevistada e cantou "Change Your Life", ao lado de T.I..

## Recepção da crítica
"Change Your Life" recebeu críticas positivas dos críticos. A revista Clash elogiou o potencial comercial da faixa, escrevendo que "'Work' mostrou a ascensão da cantora de forma exponencial, e o novo single 'Change Your Life' poderia muito bem se tornar o seu momento da descoberta. Mantendo a arrogância hip hop de seu trabalho anterior, o lançamento encontra Iggy Azalea, apoiada pela produção impecável de The Messengers".
O trecho cantado de Azalea na música também foi elogiado pela crítica, "Iggy admitiu que "Change Your Life" é um dos momentos mais mais pop do álbum (ao lado de "Bounce"). Ela ainda decidiu cantar pela primeira vez em "Change Your Life" para dar algum brilho extra e fazer barulho."

## Videoclipe
O videoclipe para a canção foi filmado no início de julho de 2013, em Las Vegas e estreou em 9 de setembro de 2013, no VEVO. Dirigido por Jonas & François, os visuais são inspirados nos filmes Showgirls, Casino e Blade Runner.
No vídeo, Azalea interpreta uma dançarina, enquanto T.I. atua como o dono do clube. Depois de uma tomada mostrando os dois agarrados sobre o capô de seu carro, ela acaba tomando o seu dinheiro e incendiando o veículo antes de ser arrastada algemada pela polícia. Em 16 de outubro de 2013, um vídeo de bastidores de "Change Your Life" foi liberado no canal VEVO de Azalea.

## Lista de faixas
| Download digital 1. "Change Your Life (featuring T.I.)" – 3:40 CD single 1. "Change Your Life" (featuring T.I.) – 3:40 2. "Work" (VEVO Stripped Version) EP de remixes 1. "Change Your Life" (featuring T.I.) (Maddslinky Remix) — 5:41 2. "Change Your Life" (featuring T.I.) (Shift K3Y Remix) — 5:20 3. "Change Your Life" (featuring T.I.) (Wideboys Remix) — 6:04 | Download digital - No Rap Edit 1. "Change Your Life" (Iggy Only Version) – 3:40 Change Your Life – EP (CD e Download digital) 1. "Change Your Life" (featuring T.I.) – 3:40 2. "Work" – 3:42 3. "Bounce" - 2:46 4. "Work" (featuring Wale) - 4:10 5. "Change Your Life" (featuring T.I.) (Shift K3Y Remix) - 5:20 6. "Change Your Life" (featuring T.I.) (Wideboys Remix) - 6:04 |

## Tabelas semanais
| Tabela (2013)                                 | Posição de pico |
| --------------------------------------------- | --------------- |
| Australia (ARIA)                              | 44              |
| Australian Urban (ARIA)                       | 5               |
| Bélgica (Ultratip Bubbling Under de Flandres) | 56              |
| Belgium Urban (Ultratop)                      | 44              |
| Irlanda (IRMA)                                | 28              |
| New Zealand (Recorded Music NZ)               | 38              |
| Escócia (Scottish Singles Chart)              | 12              |
| Reino Unido (UK Singles Chart)                | 10              |
| Reino Unido (OCC UK R&B)                      | 3               |
| US Hot R&B/Hip-Hop Songs (Billboard)          | 47              |
| US Rhythmic Songs (Billboard)                 | 37              |

## Histórico de lançamento
| País           | Data                   | Formato                     | Gravadora          |
| -------------- | ---------------------- | --------------------------- | ------------------ |
| Estados Unidos | 12 de setembro de 2013 | Download digital            | Island Records     |
| Estados Unidos | 30 de setembro de 2013 | Rhythmic contemporary radio | Island Records     |
| Estados Unidos | 8 de outubro de 2013   | Extended play               | Island Records     |
| Canadá         | 8 de outubro de 2013   | Extended play               | Island Records     |
| Irlanda        | 11 de outubro de 2013  | Download digital            | Universal Music    |
| Reino Unido    | 13 de outubro de 2013  | Download digital            | Virgin EMI Records |
| Austrália      | 18 de outubro de 2013  | Download digital            | Universal Music    |